# Auguste Declercq
Auguste Declercq CICM (* 30. April 1870 in Avekapelle (Gemeinde Veurne), Belgien; † 28. November 1939) war ein belgischer römisch-katholischer Ordensgeistlicher und Apostolischer Vikar von Ober-Kasaï.

## Leben
Auguste Declercq trat der Ordensgemeinschaft der Kongregation vom Unbefleckten Herzen Mariens bei und empfing am 16. Juli 1893 das Sakrament der Priesterweihe. 
Am 24. August 1918 ernannte ihn Papst Benedikt XV. zum Titularbischof von Thignica und zum Apostolischen Vikar von Ober-Kasaï. Der Erzbischof von Mecheln, Désiré-Joseph Kardinal Mercier, spendete ihm am 12. Januar 1919 die Bischofsweihe; Mitkonsekratoren waren der Bischof von Namur, Thomas Louis Heylen OPraem, und der Weihbischof in Gent, Eugène Victor Marie Van Rechem.
Auguste Declercq trat am 29. Oktober 1938 als Apostolischer Vikar von Ober-Kasaï zurück.